# Montgibaud
 Montgibaud  (en occitano Mont Gibaud) es una comuna y población de Francia, en la región de Lemosín, departamento de Corrèze, en el distrito de Brive-la-Gaillarde y cantón de Lubersac.
Está integrada en la Communauté de communes Lubersac-Auvézère.

## Demografía
| 291 | 324 | 281 | 217 | 216 | 241 | 241 |
| Para los censos de 1962 a 1999 la población legal corresponde a la población sin duplicidades (Fuente: INSEE [Consultar]) |     |     |     |     |     |     |